# Destination mariage et plus si affinités...
Pour plus de détails, voir Fiche technique et Distribution.
Destination mariage et plus si affinités ... (Destination Wedding) est un film américain de Victor Levin sorti en 2018,. Le film met en vedette Keanu Reeves et Winona Ryder.

## Synopsis
Lindsay et Frank sont deux étrangers invités au mariage du demi-frère de Frank à Paso Robles, en Californie. Une fois sur place, ils se rendent compte qu'ils sont plus que des étrangers et partagent un niveau égal d'irritabilité et de chagrin envers le monde. Cependant, sous l'épais nuage d'exaspération, les romantiques désespérés tombent amoureux l'un de l'autre.

## Fiche technique
- Titre original : Destination Wedding
- Titre français : Destination mariage et plus si affinités ...
- Réalisation et scénario : Victor Levin
- Photographie : Giorgio Scali
- Direction artistique : Tom Castronovo
- Montage : Matt Maddox
- Musique : William Ross
- Costumes : Justine Seymour
- Production : Robert Jones et Elizabeth Dell
- Sociétés de production : Sunshine Pictures et Two Camel Films
- Société de distribution : Regatta
- Budget : 5 millions de dollars
- Pays d'origine :  États-Unis
- Langue originale : anglais
- Genre : comédie romantique
- Lieux de tournage : Californie
- Dates de sortie : 
  - États-Unis : 31 août 2018
  - France : 14 février 2019 (sur Prime Video)

## Distribution
- Keanu Reeves (VF : Jean-Pierre Michaël) : Frank
- Winona Ryder (VF : Claire Guyot) : Lindsay
- Dj Dallenbach : Future mariée
- Ted Dubost : Keith
- D. Rosh Wright : mère de Frank
- Greg Lucey : beau-père de Frank
- Clint Dubost : père de la mariée
- Donna Lynn Jones : petite amie du beau-père de Frank

## Accueil

### Accueil critique
Le film obtient de bonnes critiques. Sur l'agrégateur américain Rotten Tomatoes, le film récolte 53 % d'opinions favorables pour 83 critiques. Sur Metacritic, il obtient une note moyenne de 46⁄100 pour 23 critiques.

### Box-office
Étant un petit film indépendant qui n’a coûté que 5 millions de dollars, il est considéré comme un succès, avec plus de 1,51 million de dollars de recettes juste aux États-Unis.